# 金奎梨
金奎梨（韓語：김규리，1979年6月27日—），韓國女演員。

## 演出作品

### 電視劇
- 1994年：KBS《報告長官（朝鲜语：신고합니다）》
- 1995年：KBS《LA Arirang》
- 1996年：KBS《傳說的故鄉》
- 1997年：KBS《春逝（朝鲜语：봄날은 간다 (드라마)）》
- 1997年：KBS《疾走（朝鲜语：질주）》
- 1997年：SBS《因為我愛你》
- 1999年：KBS《學校1》
- 1999年：MBC《玫瑰和黃豆芽》
- 2000年：SBS《爆米花》
- 2001年：MBC《善姬與真姬》
- 2002年：KBS《天國之子》
- 2004年：KBS《不滅的李舜臣》飾演 朴美珍／朴初熙
- 2006年：SBS《戀人》飾演 朴郁珍
- 2009年：MBC《不能停止》飾演 洪妍詩／姜妍詩
- 2011年：MBC《光與影》飾演 美賢

### 電影
- 1998年：《女高怪談》
- 1999年：《山錢水錢》
- 2000年：《凶咒》
- 2000年：《災情告急》
- 2004年：《筆仙》
- 2005年：《無等山》－未播映
- 2008年：《我的darling FBI》
- 2013年：《去哪兒好？》

### MV
- 1999年：金旻鍾《純潔》
- 1999年：Sky《永遠》（與張東健、車仁杓、鄭俊鎬、李瑞鎮）
- 2003年：金鐘煥《永遠的愛》
- 2004年：Yarn《恨》（與鄭俊鎬）

## 外部連結
- NAVER （页面存档备份，存于）